# دنیای دیوانه جولیوس ورودر
دنیای دیوانه جولیوس ورودر (به انگلیسی: The Crazy World of Julius Vrooder) یک فیلم کمدی-درام آمریکایی محصول سال ۱۹۷۴ از کمپانی پلی‌بوی اینترپرایسز به کارگردانی آرتور هیلر و تهیه کنندگی هیو هفنر است. این آخرین فیلم برای بازیگر جرج مارشال بود.

## داستان
یک کهنه سرباز ویتنام که وانمود می‌کند دیوانه است در نهایت در اداره کل بهداشت کهنه‌سربازان پذیرفته می‌شود. او فرار می‌کند و یک پناهگاه زیرزمینی می‌سازد که آنجا را به وسایل برقی مانند لامپ مجهز می‌کند و همچنین عاشق پرستارش می‌شود.